# Croix de Beaubec-la-Rosière
La croix de Beaubec-la-Rosière est un monument situé à Beaubec-la-Rosière, en Normandie.

## Localisation
La croix est située place de l'église.

## Historique
Une abbaye cistercienne est fondée sur le territoire de la commune actuelle au XIIe siècle. 
La croix est datée du XIIIe siècle.
Le monument est inscrit comme monument historique depuis le 24 novembre 1926.